# Жорновец
Жорновец — деревня в Кадуйском районе Вологодской области.
Расположена на левом берегу реки Усть-Кадуй (приток Суды) в селе Пусторадицы, в 8 км к северо-востоку от райцентра — посёлка Кадуй. Ближайшие населённые пункты — Кадуй, Пугино, Филино, Черново.
Входит в состав сельского поселения Семизерье (до 2015 года входила в Рукавицкое сельское поселение), с точки зрения административно-территориального деления — в Чупринский сельсовет.
По переписи 2002 года население — 2 человека.

## Название
Ранее называлась Жерновей. Относительно происхождения названия «Жерновей» существуют две версии. Согласно первой из них деревня получила название из-за того, что рядом с ней добывали камень для жерновов. Согласно второй версии происхождение топонима может быть связано с язычеством, так как в языческих верованиях древних славян жёрнов символизировал богатство, а на некоторых святилищах имелись круглые камни с отверстием посередине, куда приносились жертвенные предметы.